# Calloporina decorata
Calloporina decorata är en mossdjursart som först beskrevs av Reuss 1848.  Calloporina decorata ingår i släktet Calloporina och familjen Microporellidae. Inga underarter finns listade i Catalogue of Life.